# TNT Sports (Chile)
TNT Sports é um canal de televisão por assinatura chileno. A emissora possui os direitos de transmissão televisiva dos campeonatos organizados pela Associação Nacional de Futebol Profissional (ANFP) para sua comercialização e exibição, sendo de propriedade da WarnerMedia como resultado das negociações por parte do conglomerado e da ANFP pelos direitos de televisão dos campeonatos do futebol chileno.
O canal começou a transmitir como TNT Sports na manhã do domingo de 17 de janeiro de 2021, substituindo o Canal do Futebol (CDF). Os primeiros eventos transmitidos pelo TNT Sports Chile foram três partidas correspondentes à última rodada do Primeiro B, (União San Felipe-Deportes Melipilla no TNT Sports HD, Barnechea-Rangers de Talca no TNT Sports 2 e Deportes Porto Montt-Magallanes no TNT Sports 3).
Além da mudança estética, os canais básico, premium e HD do CDF passaram a se chamar TNT Sports 3, TNT Sports 2 e TNT Sports HD respectivamente, enquanto Estádio CDF passou a chamar-se Estádio TNT Sports.

## História
Anteriormente o canal se chamava CDF (acrônimo de Canal del Fútbol), o novo canal foi fundado devido à finalização dos contratos da ANFP com Fox Sports, Sky e TVN para a transmissão das partidos do futebol chileno no ano de 2003, iniciando suas transmissões em 11 de abril do respectivo ano de forma exclusiva na operadora Zap. Posteriormente, em outubro de 2006 é lançado o CDF Básico e com o canal original passa a denominar-se CDF Premium, enquanto no 2010 começa a transmitir-se seu sinal em alta definição.
No fim de dezembro de 2018 foi anunciado a venda do canal ao conglomerado de WarnerMedia, dono do Chilevisión, CNN Chile e outros canais no país, depois de meses de negociações entre a ANFP e os grupos interessados em compra-a do canal (entre os que se encontravam Fox Sports e ESPN) e investigações por parte da Promotoria Nacional Econômica de Chile.

### Início das transmissões como TNT Sports
Em 2 de janeiro de 2021 foi anunciado que o CDF mudaria de nome para TNT Sports a partir de 17 de janeiro, dia que coincidiu com o 188° Superclásico entre Colo-Colo e Universidad de Chile, sendo esta mudança anunciada de forma oficial o 5 de janeiro. A marca já estava presente na Argentina desde 2017 (no qual se anunciou um rebranding do pacote gráfico) e também foi anunciado a mudança no Brasil onde aconteceu uma situação similar à chilena (onde o canal Esporte Interativo passou a usar à nova denominação).
Em 17 de janeiro, às 9 da manhã, o canal exibiu um programa especial apresentando o novo nome, design e as novidades que aconteceram na emissora, para em seguida da início a transmissão de três partidas em simultâneo correspondentes à última rodada da Primeira B, entre, União San Felipe-Deportes Melipilla no TNT Sports HD, Barnechea-Rangers de Talca no TNT Sports 2 e Deportes Porto Montt-Magallanes no TNT Sports 3.

## Eventos transmitidos

### Futebol
- Campeonato Chileno de Futebol (atualmente exibe a rodada completa no TNT Sports HD, TNT Sports 2 e Estádio TNT Sports e alguns partidas em simultâneo com o Chilevisión)
- Primeira B (atualmente exibe 4 partidos ao vivo por rodada no TNT Sports HD, TNT Sports 2 e Estádio TNT Sports)
- Copa do Mundo de Clubes da FIFA
- Jogos da Seleção Chilena de Futebol (desde 2018 transmitem-se todos os amistosos da "A Vermelha", no TNT Sports HD e Estádio TNT Sports (só para o Chile) em simultâneo com o Chilevisión)
- Jogos da Seleção Chilena de Futebol Feminino, (desde 2018 transmitem-se todos os partidos da "A Vermelha Feminina", no TNT Sports HD e Estádio TNT Sports (só para o Chile) em simultâneo com o Chilevisión)
- Copa Chile
- Supercopa do Chile
- Eliminatórias da Copa do Mundo FIFA de 2022 – CONMEBOL (no TNT Sports HD, TNT Sports 2 e Estádio TNT Sports (só para o Chile))
- CONMEBOL Libertadores Feminina (no TNT Sports HD, TNT Sports 2 e Estádio TNT Sports (só para o Chile))
- Copa América 2021
- Eurocopa de 2020

## Programas
- Pelota Parada
- TNT Data Sports
- TNT Data Sports Primeiro B
- TNT Sports REACTS
- Todos Somos Técnicos
- Golos
- Show de Golos
- Passaporte Qatar
- A Prévia
- Repetição das transmissões da Primeira Divisão, Primeira B e Copa Chile

## Equipe

### Apresentadores
- Verónica Bianchi
- Manuel de Tezanos
- Gonzalo Fouillioux

### Narradores
- Claudio Palma
- Alejandro Lorca
- Ignacio Valenzuela
- Patricio Barrera
- Orlando Villagrán
- Patricio Vergara
- Fabián Astudillo
- Rocio Ayala

### Comentaristas
- Aldo Schiappacasse
- Juvenal Olmos
- Cristián Basaure
- Luis Marín
- Marcelo Vega
- Marcelo Muñoz
- Mark González
- Johnny Herrera
- Claudio Borghi
- Leonardo Burgueño

### Repórteres
- Marcelo Díaz
- Claudio Bustíos
- Gastón Fauré
- Felipe Puccio
- Marcelo Muñoz
- Matías Lorca
- Jorge Cubillos
- Francisco Sougarret
- Daniel Arrieta
- Nahla Hassan
- Javiera Naranjo
- Gabriela Segura
- Camila Sanhueza

## Canais
Atualmente o TNT Sports Chile opera em 4 canais de televisão (2 em HD e 2 em SD) e uma plataforma de streaming, disponíveis para ver-se através de operadores de televisão (no Chile) e via internet para todo mundo.
- TNT Sports HD: Lançado em 2010 e anteriormente chamado CDF HD. É o sinal HD do TNT Sports 2 e transmite os eventos e programas desportivos em alta definição em 1920x1080i, relação de aspecto 16:9 e a 60 fotogramas por segundo. Em caso que tenha mais de duas equipes candidatas a ganhar a Primeira A nas últimas rodadas do torneio, o TNT Sports HD exibe uma das partidos marcadas, enquanto TNT Sports 2 transmite a outra. Em casos necessários, TNT Sports chega a agregar um segundo sinal em HD em algumas provedoras de televisão (bem como ocorreu na partido entre Huachipato vs Colo Colo no Torneio de Transição 2017) e inclusive chegou a acrescentar um terceiro sinal (tal como sucedeu em 2018 nas últimas rodadas do campeonato nacional).[12]
  - TNT Sports 2 HD: sinal HD temporário, ativado pela primeira vez em 10 de fevereiro de 2021 durante a rodada 33 da Primeira A. Transmite partidas em simultâneo quando há mais de uma partida marcada na mesma hora; neste caso, exibe uma partida em simultâneo com o TNT Sports 2.
- TNT Sports 2: Canal original lançado em 2003 e anteriormente denominado CDF Premium. Transmite eventos ao vivo e exclusivos entre eles o torneio da Primeira A integralmente. Contém programas de produções próprias e independentes da TNT Sports.
- TNT Sports 3: Sinal básico lançada em outubro de 2006 e anteriormente chamado CDF Básico. Transmite 1 partida ao vivo do torneio da Primeiro B, o resto dos eventos transmitidos neste canal são repetições de jogos transmitidos nos demais canais. Assim mesmo, em algumas ocasiões, tem transmitido partidos ao vivo das equipas mais importantes da Primeira A (Universidad Católica, Colo Colo e Universidad de Chile). Quando há mais de uma partida programada na mesma data e hora, uma partida vai para o TNT Sports HD e reescalado para o TNT Sports 2 em SD.
- Estádio TNT Sports: Serviço de streaming via internet do TNT Sports que transmite a maior parte de eventos do canal ao vivo. Lançado em 2012 e anteriormente chamado Estádio CDF, o acesso é grátis para todo mundo.
- TNT Sports GO: Serviço de streaming via internet do TNT Sports que transmite a maior parte dos eventos dos canais ao vivo. Lançado em 2019 e anteriormente chamado CDF GO, para acessá-lo é preciso ter uma assinatura de TV paga para assistir.